# Cockpit Theatre
Das Cockpit Theatre, auch nur kurz Cockpit genannt, war ein kleines Theater in London. Es existierte in der Zeit von 1616 bis ungefähr 1665. Es war das erste Theater, das an der Drury Lane lag. Nach einer Zerstörung 1617 wurde es zwar The Phoenix genannt, zitiert wird es in allen Quellen aber weiter als Cockpit (Theatre).

## Geschichte

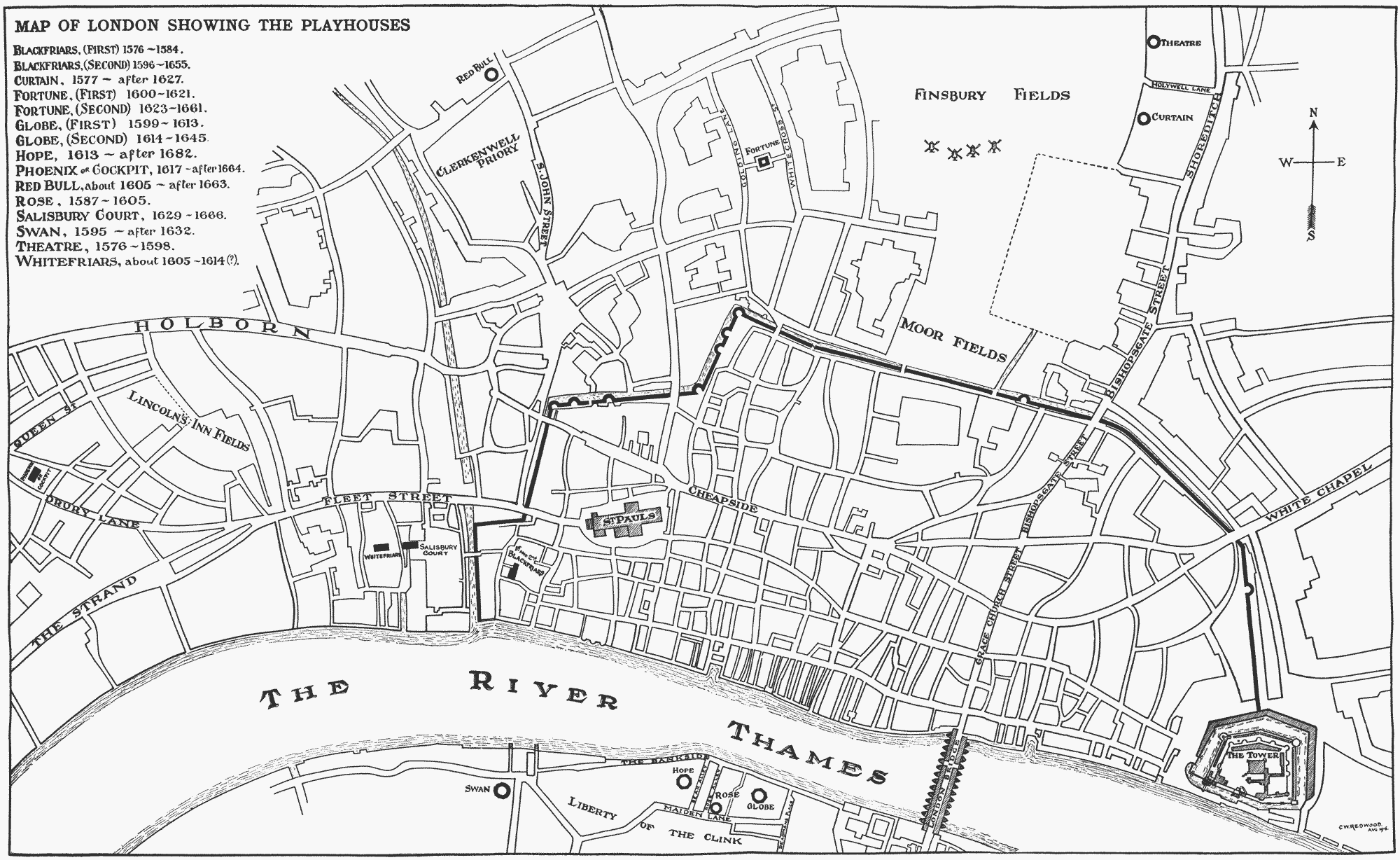
Das Cockpit Theatre, ganz links als schwarzer Gebäudeumriss an der Dury lane

Das ursprüngliche Gebäude war tatsächlich ein „Cockpit“, also eine Arena für Hahnenkämpfe (von Cock = Hahn und Pit = Grube). Anzunehmenderweise war der Platz, wie hierfür üblich, rund und hatte einen Durchmesser von 12 Metern (40 Fuß). Vermutlich besaß er ein Spitzdach. Der Cockpit war Teil eines Vergnügungsareals und wurde ungefähr zu Anfang der 1530er Jahre, in der Zeit Heinrich VIII., errichtet. Aufzeichnungen berichten von einer größeren Restaurierung 1581–1582 und Renovierungen in den Jahren 1589–1590, 1602–1603 und 1608–1609 (letztere unter John Best, „Cockmaster“ unter Henry Frederick Stuart, Prince of Wales, ältester Sohn und Erbe von Jakob I.).

### Christopher Beeston
Im August 1616 übernahm der Schauspieler und Impresario Christopher Beeston die Pacht des Gebäudes und wandelte es in ein geschlossenes Theatergebäude um. Am 7. Februar 1617 (Fastnachtsdienstag) versuchten hunderte Jugendliche das Theater zu zerstören. Vermutlich aus Verärgerung, weil ihre Lieblingsstücke aus dem deutlich günstigeren und unbedachten Red Bull Theatre (1 Penny) in das neue Cockpit Theatre (6 Penny) verschoben wurden. Es gab ein Handgemenge mit den Schauspielern, Schränke und Bestände wurden geplündert, zerrissen und verbrannt. Einer der Jugendlichen wurde durch einen Kopfschuss aus der Pistole eines Schauspielers getötet.  Die rasche Wiederherrichtung des Theaters mag der Grund dafür sein, weswegen das Haus auch „Phoenix Theatre“ genannt wurde. Ähnlich früherer Theaterhäuser, wie das The Theatre in Shoreditch und The Globe in Southwark befand sich der Ort außerhalb der gerichtlichen Zuständigkeit der City of London. Christopher Beeston erweiterte das kleine Gebäude deutlich. Neubauten waren zu der Zeit in London aber untersagt, sodass nur größere Umbauten zulässig waren. In den Aufzeichnungen jener Zeit finden sich Beschwerden der Nachbarn über die Bauarbeiten. So wurde im September 1616 sein Maurer John Shepherd aufgrund der Arbeit an einem neuen Fundament verhaftet und wenige Wochen später wurde Beeston beschuldigt, anstatt einer Erweiterung ein Mietshaus errichten zu wollen.
Das fertige Theater maß schätzungsweise  16 m (52 ft) mal 11 m (37 ft), „deutlich kleiner als Blackfriars.“
Wer mit der Umgestaltung beauftragt wurde, ist nicht gesichert, aber einige Indizien deuten auf Inigo Jones hin. Zwei von Jones signierte Blätter, die die Innen- und Außengestaltung „eines“ Theater zeigen, sind erhalten geblieben. Der Theaterhistoriker John Orrell hält es, jedoch ohne dies belegen zu können, für möglich, dass es sich bei diesem Theater um das Cockpit Theatre handelt. 1629 entwarf Inigo Jones indes ein anderes „Cockpit-Theater“, eine kleine privates Spielstätte im Palace of Whitehall, genannt Cockpit-in-Court oder Royal Cockpit.
Beeston wollte das Cockpit Theatre als geschlossenes Komplement zum offenen, Wetterunbill ausgesetzten Red Bull Theatre, in welchem seine Theaterkompanie Queen Anne’s Men bislang auftrat. Um mit dem Blackfriars Theatre und seinem Ensemble der King’s Men mithalten zu können, wurde eine weitere Spielstätte für den Winter benötigt. Nach einem holprigen Start bewährte sich die Kompanie an ihrem zweiten Zuhause recht erfolgreich. Wickham schreibt den Erfolg jedoch weniger den Schauspielern und ihrer Arbeit zu, als vielmehr  der Ortslage, dem Komfort des Theaters und der Ausstrahlung seines Intendanten Beeston.
Beeston beaufsichtigte bis zu seinem Tod 1639 mehrere verschiedene Truppen im Cockpit. Seine Queen Anne’s Men spielten dort von 1617 bis 1619 und als diese sich aufgrund des Todes Anna von Dänemark auflösten wurde ihr Platz 1619 bis 1622 von den Prince Charles’s Men eingenommen. Die Lady Elizabeth’s Men gastierten anschließend von 1622 bis 1624 dort. Die Queen Henrietta’s Men, welche 1625 folgten, hatten eine lange Zeit am Cockpit Theatre, welche bis 1636 währte. Die letzte Theatertruppe, die das Cockpit unter Beeston belegte, stellte er selbst zusammen – das Knabenensemble der King and Queen’s Young Company; es war die letzte erfolgreiche Zusammenstellung einer Boy (oder Children) Company dieser Zeit. Die auch als Beeston’s Boys bekannte Truppe spielte noch in der Zeit seines Nachfolgers, seinem Sohn William.

### Generationswechsel
Trotz tatkräftiger Unterstützung seiner Stiefmutter bewies William Beeston (ca. 1610–1682) jedoch kein gutes Händchen in der Führung. So brachten seine Beeston’s Boys im Frühjahr 1640 ein Theaterstück auf die Bühne, welches beleidigende Inhalte gegenüber dem Umfeld von Königin Henrietta darbot. Namentlich sollen in der Aufführung – es wird vermutet, dass es sich um das Stück The Court Beggar von Richard Brome handelte – der Höfling und Poet John Suckling und William Davenant satirisch kritisiert worden sein. (Anderen Quellen zufolge soll die Niederlage des Königs bei der Niederschlagung der schottischen Presbyterianer im sogenannten Bischofskrieg 1639 Ziel des Spotts gewesen sein.) Obgleich Beeston seit Längerem den für das Theater- und Zensurwesen zuständigen Behördenleiter, Master of the Revels Henry Herbert, mit Zuwendungen bedachte (u. a. ein Paar Samthandschuhe für seine Frau zu 20 Schillingen) kam dieser nicht umhin, Beeston am 5. Mai 1640 ins Marshalsea-Gefängnis zu überstellen. Am 27. Juni 1640 setzte er per königlichem Dekret William Davenant, der sich zuvor schon vergeblich um einen Theaterneubau in der Fleet Street bemühte, als Leiter des Cockpit-Theaters ein. Jedoch war der königsergebene Davenant auch politisch recht umtriebig, plante sogar eine Gefangenenbefreiung und die gewaltsame Besetzung des Towers (siehe Army Plots (1641)) und hatte wenig Zeit für die Leitung des Theaters. Folgerichtig waren die Vorstellungen der Beeston’s Boys nicht so erfolgreich, wie unter ihrem Namensgeber.  Die Behörden sahen dies natürlich nicht voraus. Als Davenant im Jahr darauf aus England fliehen musste, waren die Behörden gezwungen, William Beeston wieder einzusetzen. Gegen Kaution wurde dieser aus dem Gefängnis entlassen und übernahm wieder die Geschäfte des Phoenix (Cockpit).
Kurz danach jedoch, im Jahr 1642, wurden alle Theater Londons auf Anordnung des Parlaments geschlossen. Das Cockpit wurde als gelegentlich als Schule genutzt, jedoch fanden gelegentlich noch illegale Theateraufführungen statt. William wurde von dem neuen Ehemann (Lewis Kirke, ein Offizier und Bruder von David Kirke) seiner Stiefmutter, welche ebenfalls Teile des Theaters von Christopher Beeston geerbt hatte, aus dem Cockpit herausgekauft. Das Geld benötigte William auch für den Erwerb und Umbau des Salisbury Court Theatre. Dieses wurde jedoch bei einer der klandestin aufgeführten Theatervorstellung 1649 von Soldaten der Puritaner gestürmt und die Schauspieler verhaftet sowie das Theater unbespielbar zerstört. Nun wandte er sich 1651 wieder dem dereinst väterlichen Cockpit Theatre zu, erreichte eine Wiederbeteiligung und zahlte auch 200 Pfund, um das Theater zu renovieren. Jedoch erwies sich die Hoffnung, dass die Theater bald wieder öffnen würden, als Illusion. In den letzten Jahren des englischen Interregnums wurde, in der verbreiteten Ansicht, dass Musik ja kein Schauspiel sei, Davenant erlaubt zwei lizenzierte Opern im Cockpit Theatre aufzuführen: Ab Juli 1658 The Cruelty of the Spaniards in Peru und 1659 Sir Francis Drake.
Im Frühjahr 1660 gelang es unter den tolerierenden Augen des königstreuen Generals George Monck nach langer Zeit wieder eine echte Theateraufführung im Cockpit zu geben. Der Buchhändler John Rhodes erhielt hierzu eine Erlaubnis, zumindest die Tolerierung. Er mietete und renovierte das Cockpit Theatre und castete eine Truppe junger Schauspieler. Seine Produktion von Perikles, Prinz von Tyrus war die erste Shakespeare-Wiederbelebung jener neuen Ära; Der spätere Star und Schauspielleiter Thomas Betterton gab hier sein Bühnendebüt in der Titelrolle.
Das Theaterverbot wurde gänzlich in der englischen Restauration von 1660 aufgehoben, als Karl II. an zwei Theaterkompanien das Letters Patent vergab um „legitimes Theaterschauspiel“ in London aufzuführen. Dies waren die Duke’s Company, geführt von Davenant und die King’s Company unter der Führung Thomas Killigrews. Beide Kompanien nutzten kurzerhand alte, bestehende Theaterhäuser, wie das Cockpit Theatre und das Salisbury Court Theatre, zogen aber rasch in eigene, neue und modernere Spielstätten; Davenant 1661 in ein umgebautes Ballhaus, dem späteren Lincoln’s Inn Fields Theatre und Killigrew 1660 in den Gibbon’s Tennis Court in der Vere Street. Aber auch andere Kompanien bespielten das Cockpit Theatre, so auch eine Truppe von George Jolly. Samuel Pepys beschrieb in seinem Tagebuch mehrere Besuche des Theaters zwischen 1660 und 1663.

## Ende
Im Jahre 1663 eröffnete Killigrews King’s Company das nahe gelegene Theatre Royal Drury Lane. Das Cockpit Theatre war ab dann nicht in der Lage mit diesem neuen Theater mitzuhalten und wurde zusätzlich dadurch gehindert, weitere Stücke auf die Bühne zu bringen, da das Theatermonopol ganz bei den beiden Patentgesellschaften lag. Es gibt keine Aufzeichnungen darüber, dass nach 1665 noch ein Stück im Cockpit gespielt wurde. Das weitere Schicksal des Gebäudes ist unbekannt.
Das Cockpit Theatre befand sich in einem Areal, das heute von den Straßenführungen von Drury Lane, Great Queen Street, Great Wild Street und Kemble Street umgrenzt wird. Der Eingang zum Theater war in der (heute abgegangenen) Cockpit Alley, welche von der Drury Lane zur Great Wild Street verlief; heute markiert die gegenüber befindliche Einmündung der Martlett Court ungefähr die Stelle, an der die Cockpit Alley war.